# Phare d'Ilhéus
Le Phare d'Ilhéus (en portugais : Farol de Ilhéus) ou phare de Morro de Pernambuco  est un phare situé  à Ilhéus, dans l'État de Bahia - (Brésil). 
Ce phare est la propriété de la Marine brésilienne  et il est géré par le Centro de Sinalização Náutica e Reparos Almirante Moraes Rego (CAMR) au sein de la Direction de l'Hydrographie et de la Navigation (DHN).

## Histoire
Ce phare est situé sur une hauteur dans l'entrée du port d'Ilhéus  dont il marque l'entrée.  
C'est une tour cylindrique, peinte en blanc, de 10 m de haut, avec galerie et lanterne.Le phare émet, à une hauteur focale de 35 m, un éclat blanc toutes les dix secondes avec une portée maximale de 23 milles marins (environ 42 km). 
Identifiant : ARLHS : BRA054 ; BR1808 - Amirauté : G0288 - NGA :18160 .

### Lien connexe
- Liste des phares du Brésil